# Hércules Azcune
Hércules Azcune (ur. 30 sierpnia 1928 w Montevideo, zm. 30 września 2004) – urugwajski lekkoatleta, wieloboista, dwukrotny uczestnik letnich igrzysk olimpijskich (Londyn 1948, Helsinki 1952).
Podczas olimpiady w Londynie (1948) wystąpił w dziesięcioboju, skoku wzwyż i sztafecie 4 × 100 metrów. Najlepiej zaprezentował się w skoku wzwyż, kwalifikując się do szerokiego finału, w którym zajął 14. miejsce. W końcowej klasyfikacji dziesięcioboju zajął 20. miejsce, natomiast w biegu sztafetowym wraz z urugwajskimi sprinterami odpadł w rundzie kwalifikacyjnej. W kolejnych igrzyskach w 1952 r. w Helsinkach wystąpił w konkursie skoku wzwyż, nie zdobywając awansu do finału.
Zdobył cztery medale mistrzostw Ameryki Południowej: dwa złote (Montevideo 1945, Lima 1949 – oba w skoku wzwyż), srebrny (1949 – w dziesięcioboju) oraz brązowy (1945 – w biegu na 400 metrów przez płotki).
Był żonaty z Normą, z którą miał syna Carlosa i córkę Lucíę.
Rekordy życiowe:
- bieg na 100 metrów – 10,7 (1948)
- skok wzwyż – 1,95 (1950)
- dziesięciobój – 6033 (1950)